# На Дрини ћуприја (сингл плоча)
На Дрини ћуприја је сингл плоча Наде Топчагић, издата 1975. године за Студио Б. Плоча је поред насловне нумере садржала још један сингл Ја Подринка а мој драги није. Песме је написао Обрен Пјевовић, а снимљене су уз оркестар Бећари Станимира Стојановића. У питању је прво појављивање певачице на музичкој сцени Југославије.

## Списак песама
Аутор(и) свих текстова: Обрен Пјевовић. 
| №  | Назив                        | Трајање |  |
| 1. | На Дрини ћуприја             |         |  |
| 2. | Ја Подринка а мој драги није |         |  |